# 埃斯科里亚萨
埃斯科里亚萨（西班牙語：Escoriaza）是西班牙巴斯克自治区吉普斯夸省的一个市镇。总面积40平方公里，总人口3925人（2001年），人口密度98人/平方公里。